# Bonshō
Bonshō (japonês: 梵鐘, Sinos budistas), também conhecidos como tsurigane (釣り鐘, Sinos pendentes) ou ōgane (大鐘, Grandes sinos) são sinos de grande dimensão que se encontram nos templos budistas do Japão, utilizados para chamar os monges para a oração, e para marcar períodos de tempo. Em vez de conterem um batente no seu interior, os bonshō são tocados pelo exterior utilizando marretas ou uma barra suspensa por cordas.

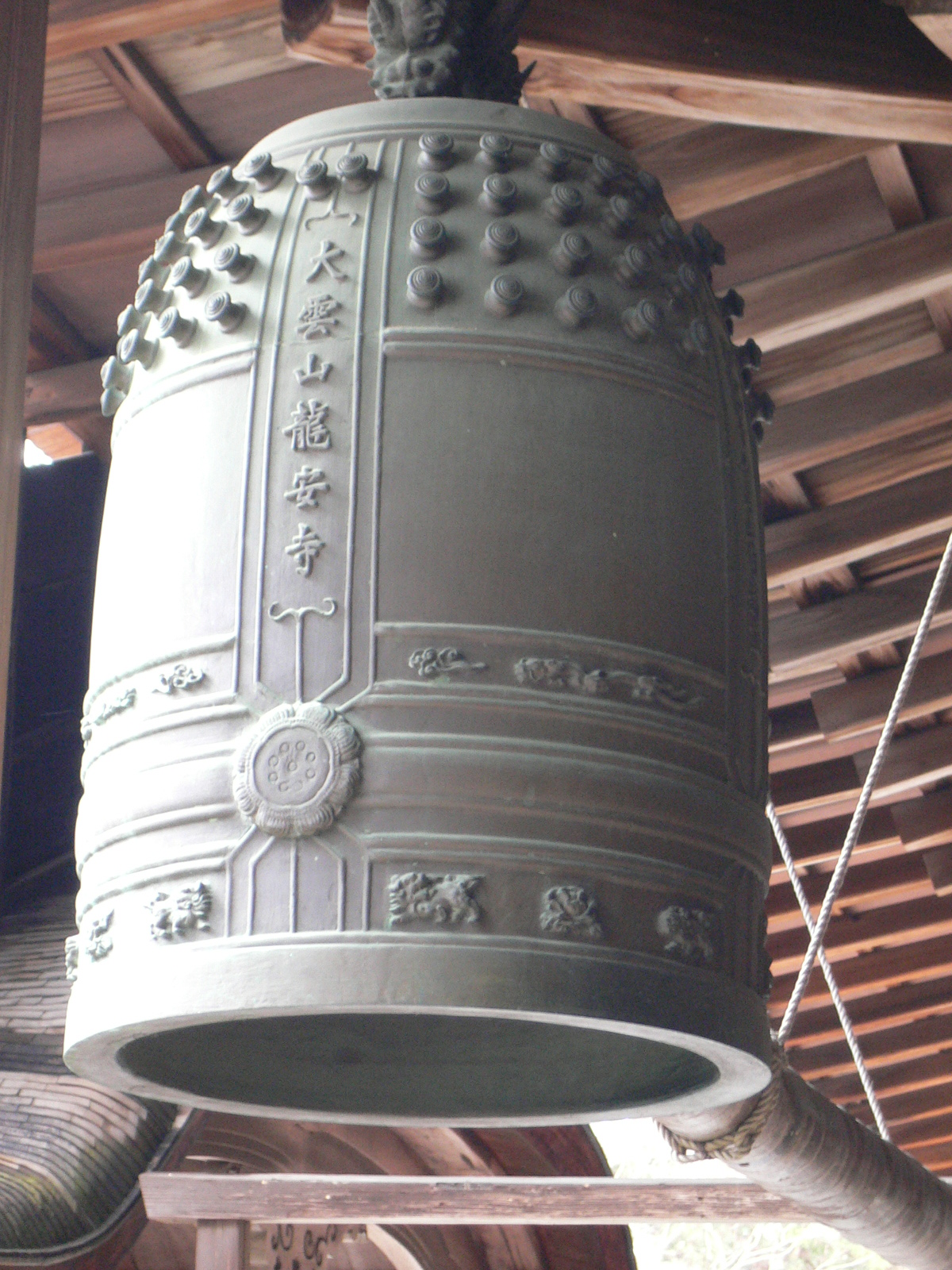
Um Bonshō em Ryōan-ji. Na frente do sino pode-se observar uma zona em forma de lotus-sagrado (a aérea de impacto do batente), e o barrote de madeira suspenso, conhecido como shu-moku, atrás.

Os sinos, feitos de bronze, são decorados com imagens e inscrições que aumentam ainda mais a sua dimensão. O sino mais antigo que há registo no Japão data de cerca 600 d.C., embora o seu desenho seja anterior, de origem chinesa, e partilha de algumas características vistas nos antigos sinos chineses. O som característico dos Bonshō pode ser escutado a grandes distâncias, o que levou a que estes sinos passassem a servir de alarme, marcadores de tempo e transmissão de sinais. Por outro lado, pensa-se que o som dos sinos têm propriedades sobrenaturais; acredita-se que, por exemplo, podem ser ouvidos no submundo. O significado espiritual dos bonshō leva a que tenham um papel muito importante nas cerimónias budistas, em particular no Ano-Novo Japonês e no Festival O-Bon. Ao longo da história do Japão, vários destes sinos ficaram associados a histórias e lendas, tanto ficcionais, como o Sino Benkei de Mii-dera, e históricas, como o sino de Hōkō-ji. Actualmente, os bonshō são um símbolo de Paz mundial.

## Origem
Os sinos de bronze foram encontrados em muitos sítios arqueológicos do Japão, com maior concentração em Shiga. As semelhanças dos desenhos destes sinos com os encontrados nas porcelanas do Período Yamato, sugerem que a origem deles pode datar do século VI d.C., ou mais cedo ainda. Sinos semelhantes da China datam de um período anterior, Dinastia Zhou (1046–256 a.C.), onde eram utilizados ao nível militar para envio de sinais.
O termo bonshō deriva de bianzhong (henshō 編鐘 em japonês), um antigo instrumento da corte chinesa constituído por vários sinos. Um outro sino de maior dimensão, que ter-se-há desenvolvido até criar o bonshō, era usado para afinar outros instrumentos, e para reunir as pessoas para assistirem a um recital bianzhong. De acordo com a lenda, os primeiros bonshō poderão ter vindo da China para o Japão, através da Península da Coreia. O Nihon Shoki refere que Ōtomo no Satehiko trouxe três sinos de bronze para o Japão, em 562, depois da guerra de Goguryeo (um dos antigos Três Reinos da Coreia).

## Construção
Os bonshō são fundidos numa peça única pela junção de dois moldes, uma parte central e uma camada exterior, através de um processo datado do Período Nara (710–794). O interior é construído com a utilização de tijolos empilhados, feitos de areia endurecida, que formam um género de cúpula, enquanto que a camada exterior é feita com o auxílio de uma grande peça em madeira que desgasta e dá forma ao interior. As inscrições e os ornamentos são, então, gravados imprimidos no barro. A camada exterior é depois colocada por cima da cúpula, por forma a que haja um pequeno espaço entre as duas camadas, no qual é deitado bronze derretido a mais de 1 050 °C (1 920 °F). A liga metálica é composta por 17:3 de cobre; a mistura exacta (tal como o tempo de arrefecimento) podem alterar o tom do produto final. Depois de o metal ter arrefecido e solidificado, o molde é removido partindo-o, o que implica a construção de um novo por cada sino. Este processo tem uma taxa de insucesso bastante elevada; apenas 50% das peças é bem construída numa primeira tentativa, sem fissuras ou imperfeições.
A fundição é tradicionalmente acompanhada por cantos de sutras budistas, que se podem prolongar por horas. Papéis de oração budistas, ramos de amoreira sagrada e outras oferendas cerimoniais, são adicionadas ao bronze derretido durante o processo de fundição.
Os sinos são compostos por várias partes:
- Ryūzu (竜頭), a pega com formato de dragão no topo do sino, pela qual é transportado ou pendurado;
- Kasagata (笠形), a coroa do sino;
- Chichi ou nyū (乳), saliências à volta da parte superior do sino que aumentam a sua ressonância;
- Koma no tsume (駒の爪), um aro na zona inferior;
- Tsuki-za (撞座), zona de batida, uma área reforçada onde o sino é tocado. Habitualmente tem a forma de um lótus-sagrado;
- Tatsuki (竜貴), bandas horizontais decorativas;
- Mei-bun (銘文), inscrição (tradicionalmente com a história do sino)
- Shu-moku (手木), barrote de madeira utilizado para bater no tsuki-za.

Alguns sinos mantêm a marca das junções dos moldes, que não são retiradas durante a fase de alisamento pois são vistas como fazendo parte da beleza global do sino. A aparência do sino e do seu som são concebidos para manter a estética wabi-sabi japonesa.

## Som
Os sinos dos templos japoneses são tocados externamente com um martelo ou com um barrote de madeira suspenso, em vez de internamente com um badalo. O som do sino é composto por três partes. A primeira é a atari, o impacto da batida. Um sino bem construído produz um tom limpo e perfeito. O som inicial da batida é seguido pelo longo oshi (奥旨), a reverberação produzida depois de o sino ter tocado. Este segundo som tem uma altura mais elevada, e caracteriza-se por um ressoar baixo e prolongado, rico em harmonia; pode durar até dez segundos. Por fim, dá-se o okuri ou declínio, a ressonância que é escutada à medida que a vibração do sino vai desaparecendo, que pode prolongar-se por um minuto. Ainda podem ser ouvidos outros sobretons contínuos e harmónicos ao longo do ressoar do sino. Esta multiplicidade de tons cria um perfil complexo de alturas.
O baixo tom e a profunda ressonância do sino permite que o som seja ouvido a grandes distâncias; um grande bonshō pode ser audível até 30 km num dia de bom tempo. O tom do sino é cuidadosamente avaliado pelos seus criadores, e a mínima diferença de um Hertz na frequência base pode uma condição para que o sino seja novamente fundido e construído.

## Significado e função
Os bonshō encontram-se nos templos budistas, habitualmente num edifício, ou torre, específicos designados por shōrō (鐘楼). São utilizados para marcar a passagem do tempo, e para chamar os monges para os serviços litúrgicos. No Budismo, o som dos sinos é considerado como algo calmante e que cria um ambiente propício à meditação. Devido ao seu formato (com a parte superior inclinada e a base plana), os sinos são vistos como uma representação do Buda sentado e, deste modo, é-lhes concedido o mesmo respeito; os que fazem soar o sino, têm de se inclinar três vezes antes de o fazer, tal como o fazem perante uma estátua de Buda.
O som penetrante do sino também era usado para avisar sobre a chegada de tufões, e como alerta geral. Como o seu som era ouvido a grandes distância, por vezes era utilizado para outros avisos; existem registos de sinos que foram utilizados para a transmissão de mensagens em tempo de guerra, pelo menos desde as Guerras Genpei (1180–1185 d.C.). Versões mais pequenas destes sinos também eram fabricadas para utilização no campo de batalha, dado o grande peso e o volume dos sinos originais. Estes pequenos bonshō serviam de alarme para os ataques dos inimigos.
Como parte integrante das celebrações do Ano-Novo Japonês, existe a tradição de as pessoas tocarem o sino 108 vezes numa cerimónia conhecida como Joyanokane (除夜の鐘, Sinos do Ano-Novo); as 108 batidas no sino pretendem purgar a humanidade das 108 tentações terrestres. Durante o Festival O-Bon, é tocado um tipo especial de bonshō designado por ōkubo-ōgane (大久保大鐘, Grande sino oco). Este sino é pendurado por cima de um poço, e acredita-se que o som do sino ressoa através do poço até ao submundo, para chamar os espíritos dos mortos. No final do festival, outro, chamado de okurikane (送り鐘, Sino de recolher), é tocado para mandar os espíritos embora e para marcar o fim do Verão.
Durante a Segunda Guerra Mundial, a procura de metal para o esforço de guerra teve como consequência a destruição de inúmeros sinos. Deste modo, aqueles que sobreviveram são vistos como objectos históricos de grande valor. Mais de 70 000 sinos (cerca de 90% dos bonshō existentes na época) foram derretidos. Contudo, a rápida produção de sinos durante o período do pós-guerra, significou que, em 1995, o número de sinos dos templos no Japão atingiram os níveis anteriores à guerra.
No final da segunda metade do século XX, foi criada a World Peace Bell Association (Associação Mundial do Sino da Paz) no Japão, com o objectivo de fundir e construir os sinos dos templos  para que fossem colocados por todo o mundo como sinal de paz. Os Bonshō também foram fabricados para responder a desastres naturais como o Sismo e tsunami de Tohoku de 2011; várias comunidades afectadas mandaram construir estes sinos para lembrar o acontecimento.
Os bonshō também foram usados, pontualmente, como instrumentos musicais em composições mais modernas. Os sons gravados dos sinos integraram a obra Olympic Campanology de Mayuzumi Toshiro, que foi utilizada para a abertura dos Jogos Olímpicos de Tóquio em  1964. O sino também entra em Lamia, de Jacob Druckman, na qual é tocado enquanto é posicionado no cimo dos tímpanos. Alguns artistas de percussão mais recentes têm substituído o som dos gongos pelos Bonshō.

## Exemplos deBonshō
O bonshō  mais antigo conhecido (de facto, o sino mais antigo em utilização) é o Okikicho em Myōshin-ji, que foi construído em 698. O maior é o de Tōdai-ji, o qual foi mandado construir em 732 e pesa mais de 26 toneladas.

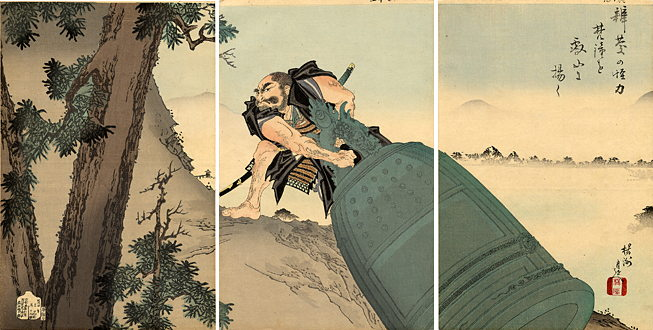
Toyohara Chikanobu, O Sino Gigante, c. 1890. Tríptico Ukiyo-e ilustrando Benkei a roubar o bonshō de Mii-dera.

Durante o século XVII, os bonshō  indicavam, também, o grau de liderança de um templo; a posse do sino a propriedade do templo associado. Deste modo, os sinos eram, por diversas vezes, roubados; o herói popular Benkei terá arrastado consigo o sino de três toneladas do templo de Mii-dera, até ao Monte Hiei, durante um roubo. Segundo a lenda, as marcas profundas no sino de Benkei, ainda em exposição em Mii-dera, são o resultado dos pontapés e empurrões de Benkei, quando este o levou de volta para o mosteiro, quando descobriu que aquele não iria tocar para ele. O sino de Benkei está associado ao herói lendário Tawara Tōda, que o tinha doado ao templo de Mii-dera. Ele recebeu-o como oferta do deus-dragão Ryūjin, depois de este o ter salvado de uma centopeia gigante.

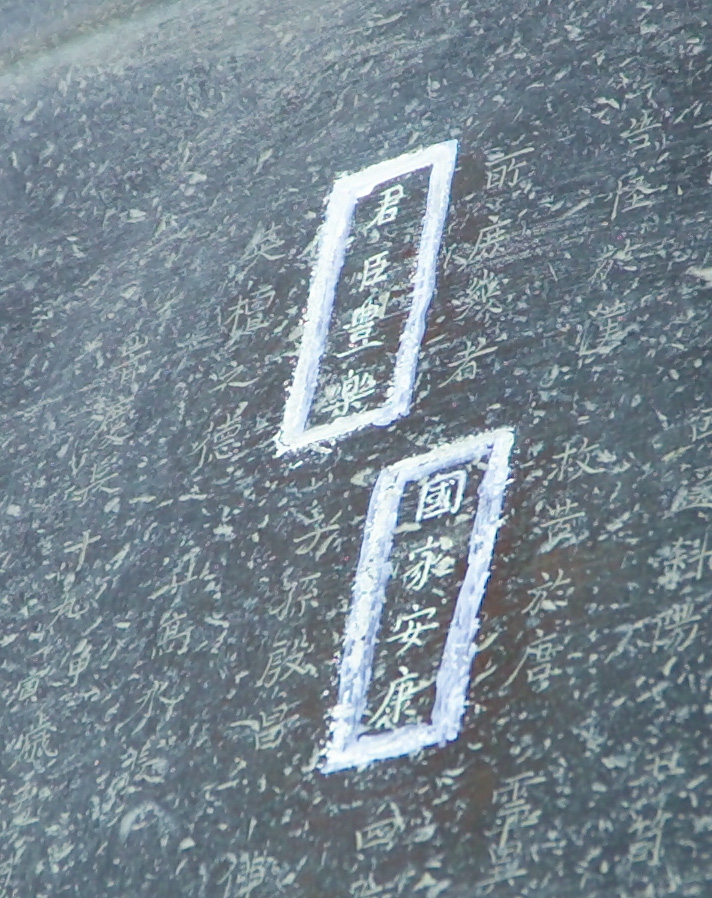
"Kokka ankō"; inscrições do sino de Hōkō-ji

Depois do incêndio no templo de Hōkō-ji, que o destruiu por completo, no início do século XVII, Toyotomi Hideyori financiou a sua reconstrução em 1610, e contratou a construção de um grande sino. A inscrição do sino fez despertar a ira de Tokugawa Ieyasu, que se tinha tornado shogun após ter tomado o poder ao clã Toyotomi quando o pai de Hideyori, Hideyoshi, morreu. A inscrição, "Kokka ankō" (国家安康, "Paz e tranquilidade para a Nação"), separou os caracteres do nome do shogun (家康) com o caractere kanji para "paz" (安). Tokugawa assumiu que Toyotomi estava a querer dizer a paz requeria o "desmembramento" de Tokugawa. Com este argumento, entrou em guerra com o clâ Toyotomi, resultando no Cerco de Osaka e na destruição de Toyotomi.
Um bonshō de bronze encontrava-se entre as ofertas dadas ao comodoro Matthew Perry da expedição Perry, quando este chegou ao Japão. Construído pela família Suwa da Província de Higo, faz parte da colecção do Smithsonian Institution.
O sino Nishi-Arai Daishi Temple em Tóquio foi removido em 1943, para ser derretido para fazer face ao esforço de guerra japonês. A tripulação do USS Pasadena encontrou-o numa sucata e levou-o para os Estados Unidos como troféu de guerra, e doou-o à cidade de Pasadena; a câmara da cidade devolveu o sino a Tóquio em. Uma história semelhante aconteceu com o sino de Manpuku-ji, o qual foi levado para os EUA a bordo do USS Boston depois da guerra; neste caso, contudo, as autoridades de Sendai permitiram que o sino permanecesse em Boston como símbolo de amizade entre as duas cidades. O sino de Boston é o último bonshō da Segunda Guerra MUndial nos EUA.
O Sino da Paz Japonês da Sede da Organização das Nações Unidas em Nova Iorque, foi doado pelo Japão em 1954 como símbolo de paz mundial. Foi construído com o metal das moedas e medalhas doadas por todo o mundo. Sinos semelhantes que representam um comprometimento para a causa da paz mundial, podem ser encontrados em outros locais como no Parque Memorial da Paz de Hiroshima. Em 1995, a cidade de Oak Ridge, erigiu um sino de quatro toneladas – uma réplica de um sino de Hiroshima – no centro da cidade para comemorar o seu 50.ª, e para reforçar os laços com o Japão. O Sino da Amizade de Oak Ridge está decorado com datas relacionadas com a ligação de Oak Ridge ao Japão (o urânio 235 usado na bomba atómica de Hiroshima foi produzido em Oak Ridge). Em 1998, um cidadão local processou a cidade por causa do sino, alegando que este era um símbolo budista, e que violava as leis locais e a Constituição dos Estados Unidos. O resultado do processo foi em favor da cidade de Oak Ridge.